# Edixson González
Edixson González (Guasdualito, Apure, Venezuela; 13 de enero de 1990) es un futbolista venezolano que juega como portero en la Academia Anzoátegui de la Segunda División de Venezuela.

## Trayectoria

### Deportivo Anzoátegui
En 2010, Edixson González debutó en Primera División, con el Deportivo Anzoátegui, disputando sólo ese partido esa temporada. Las 2 campañas siguientes no fueron muy participativas en el club, aunque el 2012 consiguen ganar el Torneo Apertura.
En 2013, sí halla un puesto como titular en el equipo y disputa la gran mayoría de los partidos de esa campaña

### Zulia Fútbol Club
Ya habiendo evolucionado y madurado, González decide cambiar de rumbo en 2015, fichando por Zulia Fútbol Club y siendo titular.
En 2016 se convierte en indiscutible del arco zuliano consagrándose campeón del Torneo Clausura y la Copa Venezuela ese año

### Carabobo Fútbol Club
En 2017 cambia de rumbo y ficha por el Carabobo Fútbol Club.

## Clubes
| Club                 | País      | Año       | Partidos | Goles Recibidos |
| -------------------- | --------- | --------- | -------- | --------------- |
| Deportivo Anzoátegui | Venezuela | 2010-2015 | 76       | ¿?              |
| Zulia F.C.           | Venezuela | 2015-2016 | 65       | ¿?              |
| Carabobo F.C.        | Venezuela | 2013      | 9        | 9               |

Datos actualizados el 13 de junio de 2017.

## Palmarés

### Campeonatos nacionales
| Título          | Club                 | País      | Año  |
| --------------- | -------------------- | --------- | ---- |
| Torneo Apertura | Deportivo Anzoátegui | Venezuela | 2013 |
| Copa Venezuela  | Zulia Fútbol Club    | Venezuela | 2016 |
| Torneo Clausura | Zulia Fútbol Club    | Venezuela | 2016 |

- Datos: Q21044650